# Mozilla Public License
Mozilla Public License (MPL) er en fri open source-software-licens udviklet af Mozilla Foundation. MPL er en "svag" copyleft-licens, idet den kun kræver at modifikationer af filer, licenseret under MPL, licenseres under samme licens, i modsætning til f.eks. GPL, der kræver, at al software baseret på GPL-licenseret kode distribueres under samme licens. Man kan derfor godt inkludere et MPL-licenseret bibliotek i et program uden at skulle licensere hele programmet under MPL.
MPL er anerkendt som værende en fri open source-licens af hhv. Free Software Foundation og Open Source Initiative.